# Lower Higham
Lower Higham är en ort i grevskapet Kent i sydöstra England. Orten ligger i distriktet Gravesham och civil parishen Higham, cirka 7 kilometer sydost om Gravesend. Tätorten (built-up area) hade 684 invånare vid folkräkningen år 2021.